# 시모이마이치역
시모이마이치역(일본어: 下今市駅)은 일본 도치기현 닛코시에 있는 도부 철도의 역이다. 역 번호는 TN 23이다. 본 역에는 닛코 선과 기누가와 선의 두 노선의 환승역으로, 기누가와 선은 본 역을 기점으로 한다.

## 역사
- 1929년
  - 7월 7일: 닛코 선 신카누마 ~ 시모이마이치 구간 부분 개통과 동시에 영업 개시.
  - 10월 1일: 닛코 선 개통.
  - 10월 22일: 시모노 전기 철도 후지와라 선이 기점역을 신이마이치 역에서 본 역으로 이전.
- 1943년 5월 1일: 도부 철도가 하야 전기 철도를 흡수 합병하여 당사의 후지와라 선은 도부 기누가와 선이 됨.
- 2012년 3월 17일: TN 23의 역 번호 도입.
- 2017년
  - 5월 2일: 시모이마이치 기관구 개설.
  - 7월 21일: 옛 과선교가 국가 등록 유형 문화재로 등록됨.
  - 7월 23일: 역 개수 공사 완성 및 SL전시관 및 전차대 광장 개설

## 역 구조
섬식 승강장 2면 4선의 지상역이다. 역사는 선로 남쪽에 있고 승강장은 과선교에서 연결된다. 역사 개수에 있어서 1929년, 개통 당초부터 존재하였던 옛 과선교를 대신하여 역사, 승강장과 역 구내 북쪽의 증기 기관차 관련 시설을 잇는 새로운 과선교를 신설하였다. 또한, 옛 과선교는 2017년 7월에 국가 등록 유형 문화재로 등록되었다.
개수 후의 역사는 쇼와 복고풍의 건물에 쇄신되었다. 역사 입구에 설치된 역명판은 "驛市今下"로 우측부터 표시되어 있고 옛 글씨체로 표기되어 외관만 아니라 내장도 복고풍으로 통일하고 개찰구에 인접한 대합실의 공간에는 이전 및 전후의 레트르한 포스터를 다수 전시하고 있다.
또한, 본 역은 닛코・기누 강을 비롯한 관광 수송의 거점역인 관계로 역 구내 매점에서 에키벤이 판매되고 있다.

### 승강장
1번 선을 닛코 선 하행 열차, 2번 선을 기누가와 선(일부 닛코 선) 하행 열차, 3,4번 선을 닛코 선 상행 열차가 각각 사용한다.
| 번호 | 노선        | 방향 | 행선 |
| ---- | ----------- | ---- | --- |
| 1    | 닛코 선     | 하행 | 도부 닛코 방면                                                                                          |
| 2    | 닛코 선     | 하행 | 도부 닛코 방면                                                                                          |
| 2    | 기누가와 선 | 하행 | 기누가와온센・■ 야간 철도선 아이즈코겐오제구치・ ■아이즈 철도선 아이즈타지마 방면                       |
| 3・4 | 닛코 선     | 상행 | 신토치기・도부 도부쓰코엔・ 도부 스카이트리 라인 기타센주・도쿄 스카이트리・아사쿠사・ ■ JR 신주쿠 방면 |

## 역 주변
본 역은 옛 이마이치 시 시역의 중심부에 위치하고, 닛코 시청 본청(옛, 이마이치 시청)・닛코 시립 이마이치 도서관・이마이치 우체국 등 주요 시설이 역 근처에 있다[23]. 닛코 삼목 가로수와 니노미야 타카노리 묘소인 이마이치 호토쿠니노미야 신사 등 사적도 존재한다.
또한, 동일본여객철도(JR 동일본) 닛코 선의 이마이치역은 본 역에서 남서쪽으로 약 700m 떨어진 곳에 위치한다.

## 사진

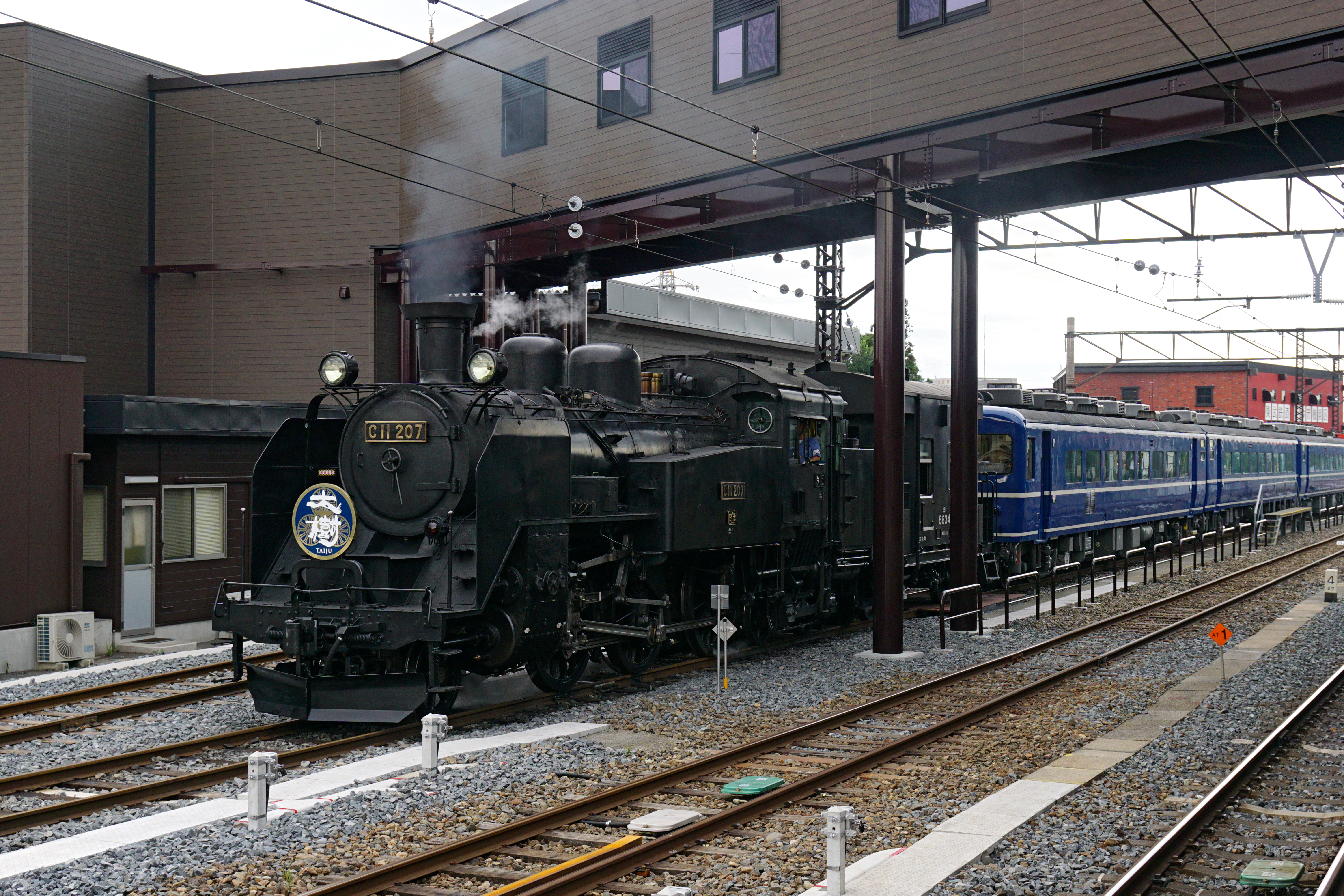
SL 다이키
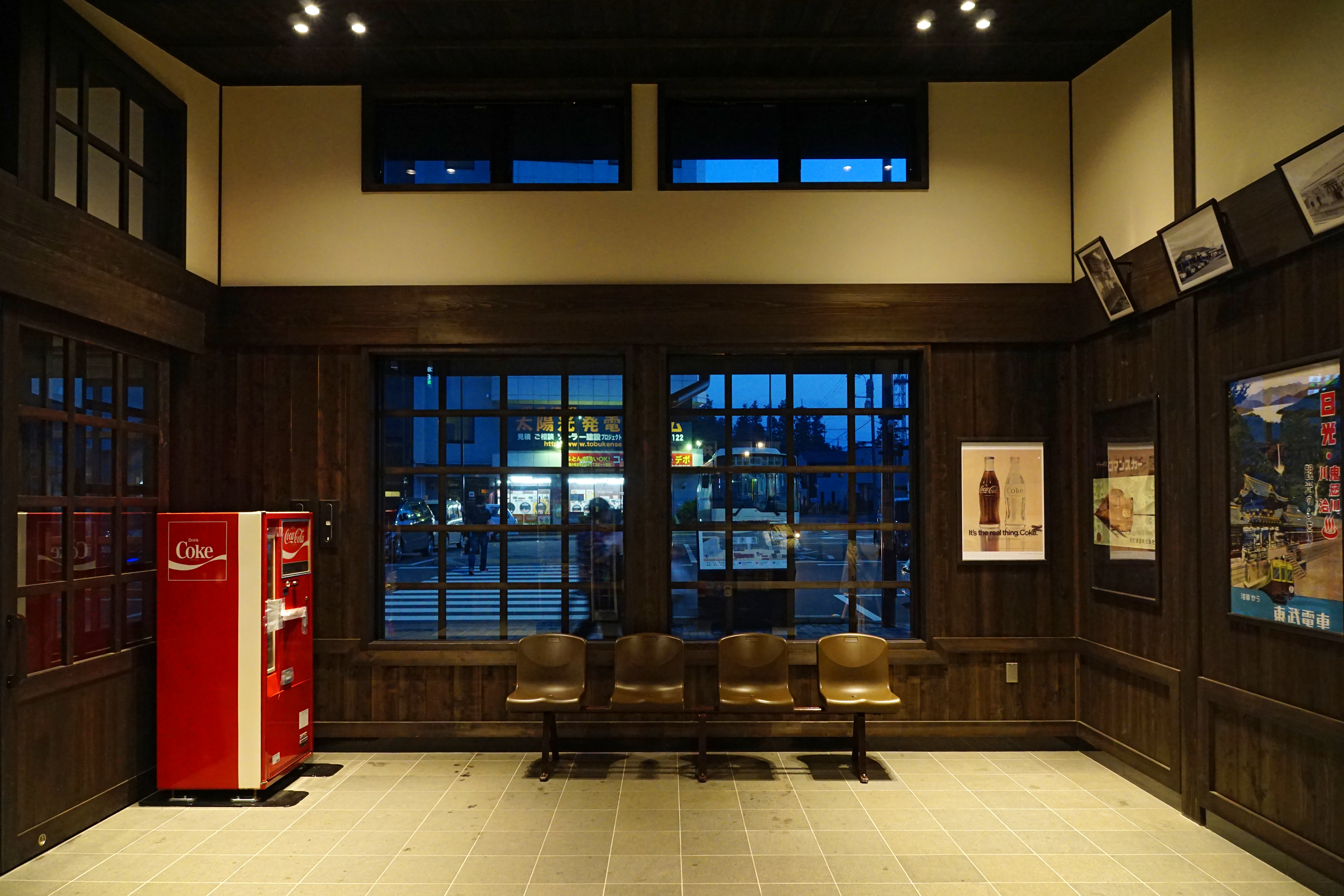
대합실
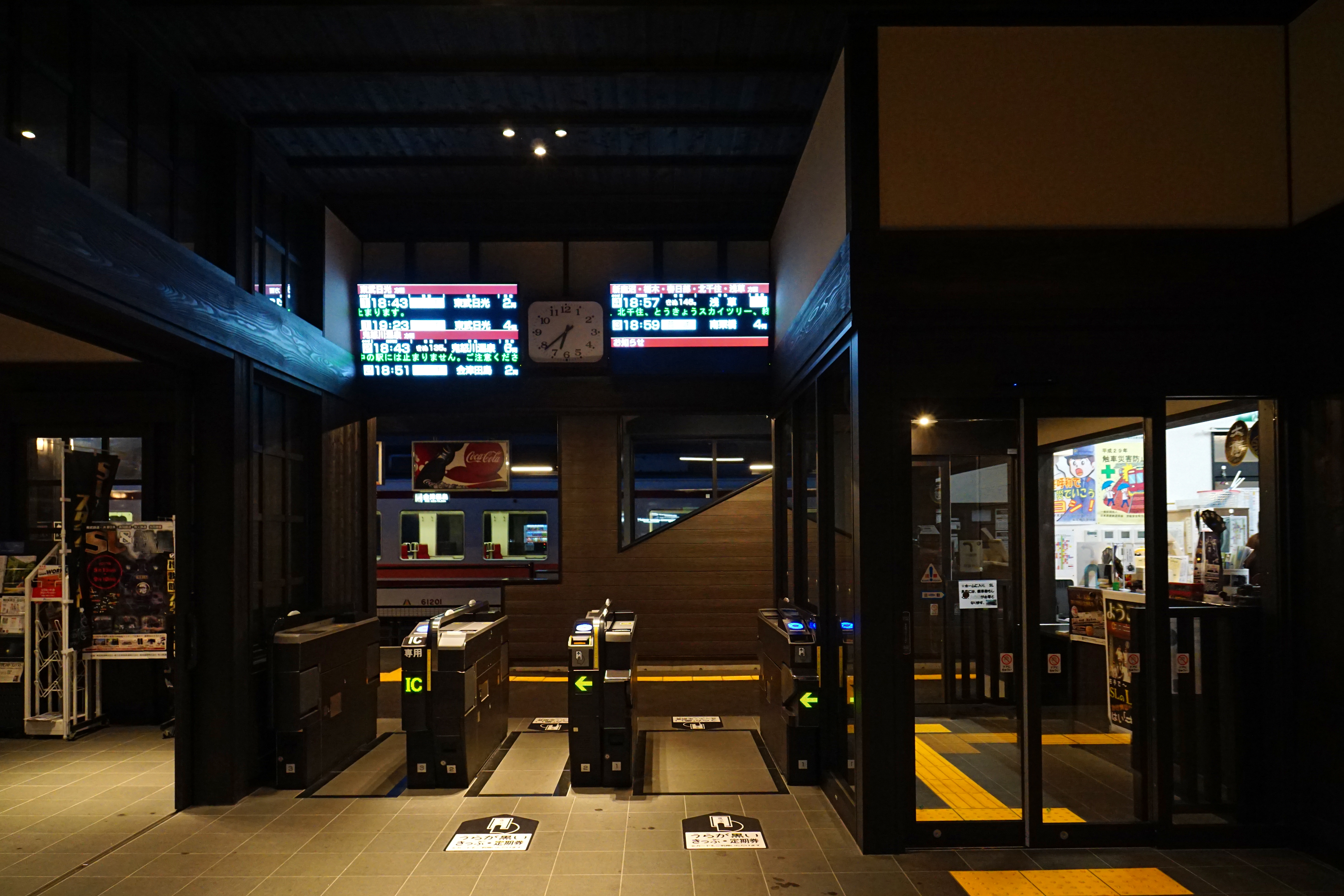
개찰구
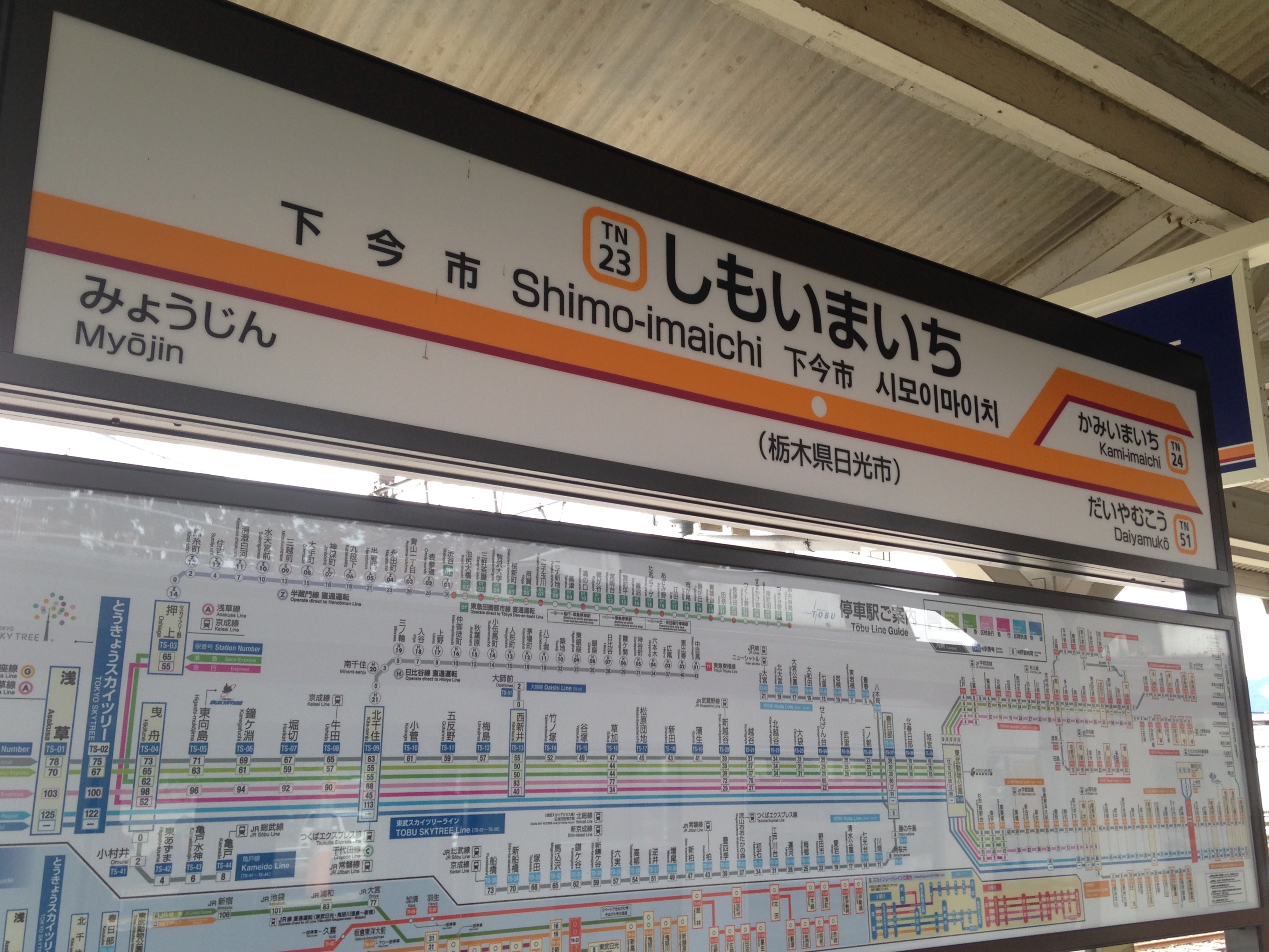
역명판

## 인접역
| 도부 철도 닛코 선                   | 도부 철도 닛코 선               | 도부 철도 닛코 선                 |
| ----------------------------------- | ------------------------------- | --------------------------------- |
| TN 18 신카누마 도부 도부쓰코엔 방면 | ■ 급행                          | 도부 닛코 TN 25 도부 닛코 방면    |
| TN 22 묘진 도부 도부쓰코엔 방면     | ■ 구간 급행 ■ 보통              | 가미이마이치 TN 24 도부 닛코 방면 |
| (기누가와 선) 신후지와라 방면       | □ 쾌속 "AIZU 마운트 익스프레스" | 가미이마이치 TN 24 도부 닛코 방면 |
| 도부 철도 기누가와 선               |                                 |                                   |
| (닛코 선) 신토치기 방면             | ■ 구간 급행 ■ 보통              | 다이야무코 TN 51 신후지와라 방면  |
| (닛코 선) 도부 닛코 방면            | □ 쾌속 "AIZU 마운트 익스프레스" | 다이야무코 TN 51 신후지와라 방면  |